# American Airlines

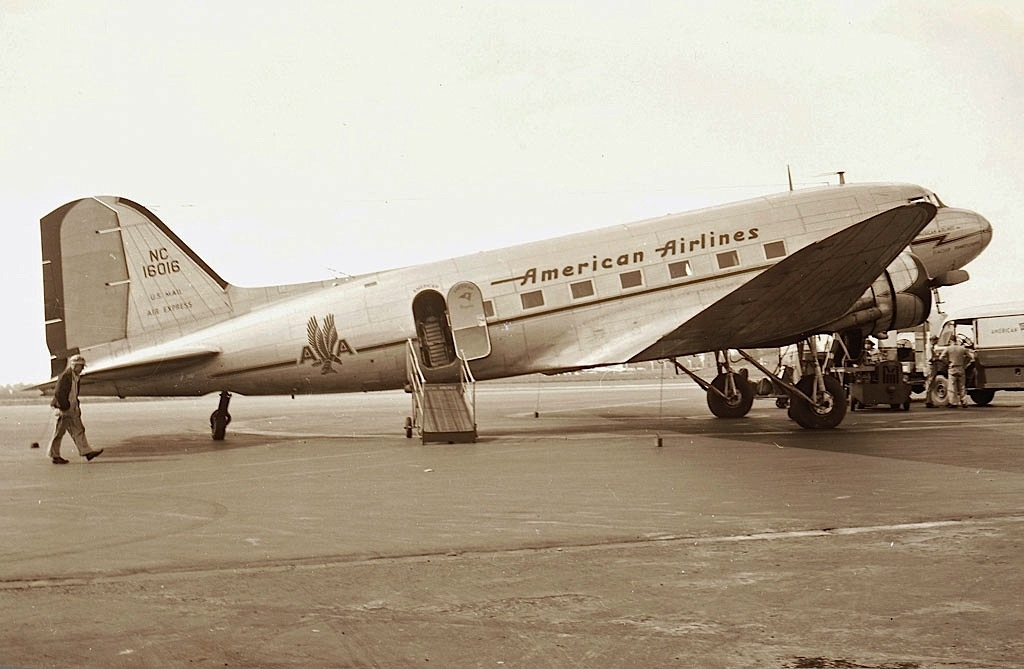
Douglas DC-3 American Airlines v roce 1946, Chicago Midway Airport

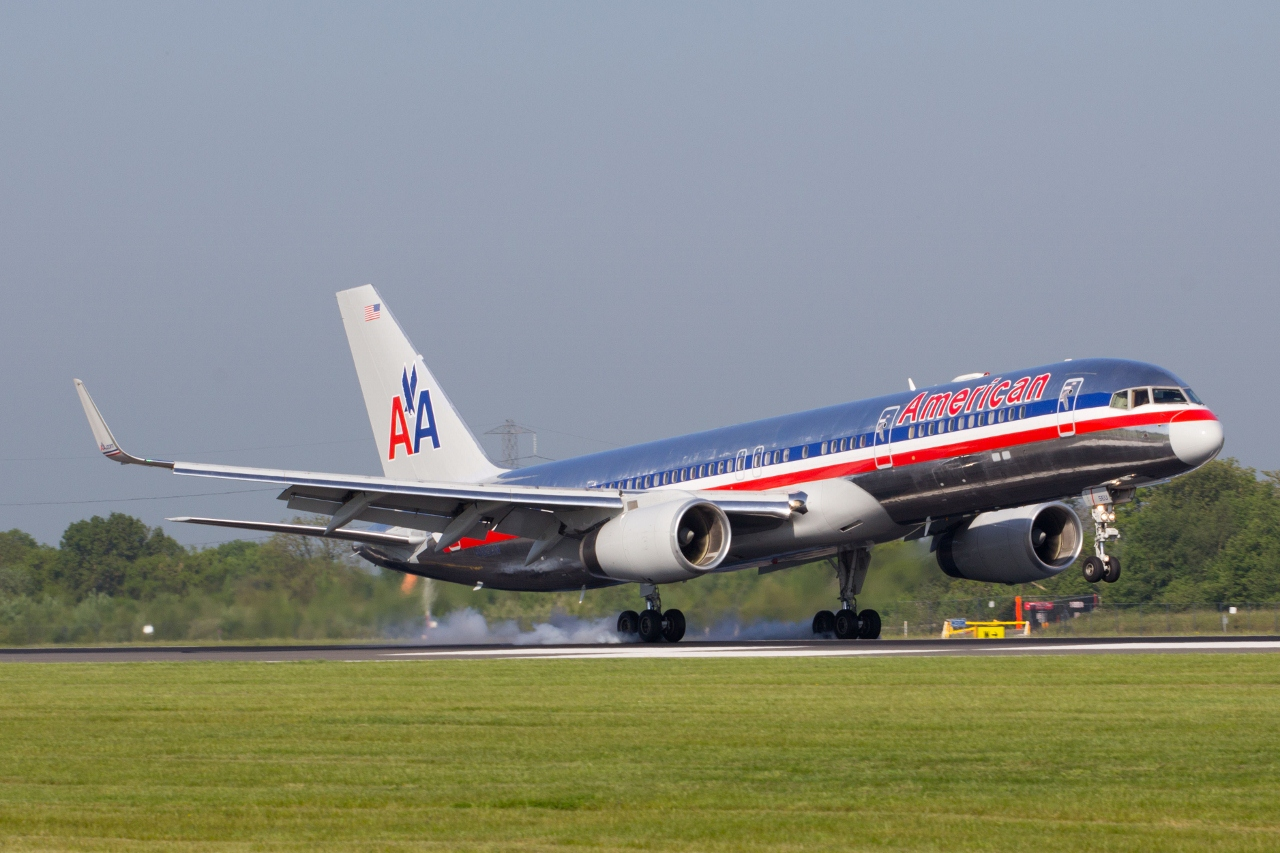
Přistávající Boeing 757-200 ve starém zbarvení, rok 2013

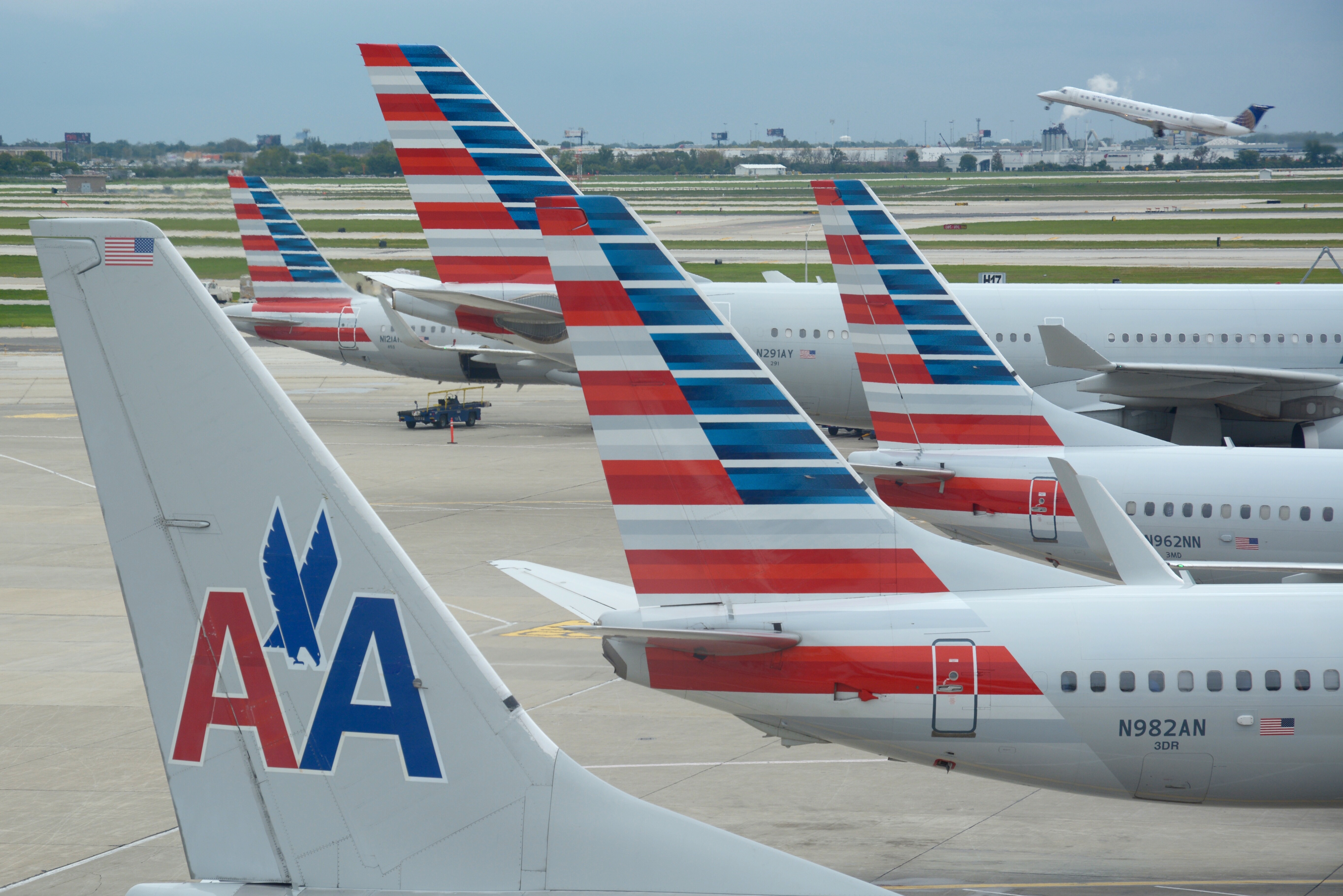
Letadla American Airlines na Chicagském letišti O'Hare v roce 2016

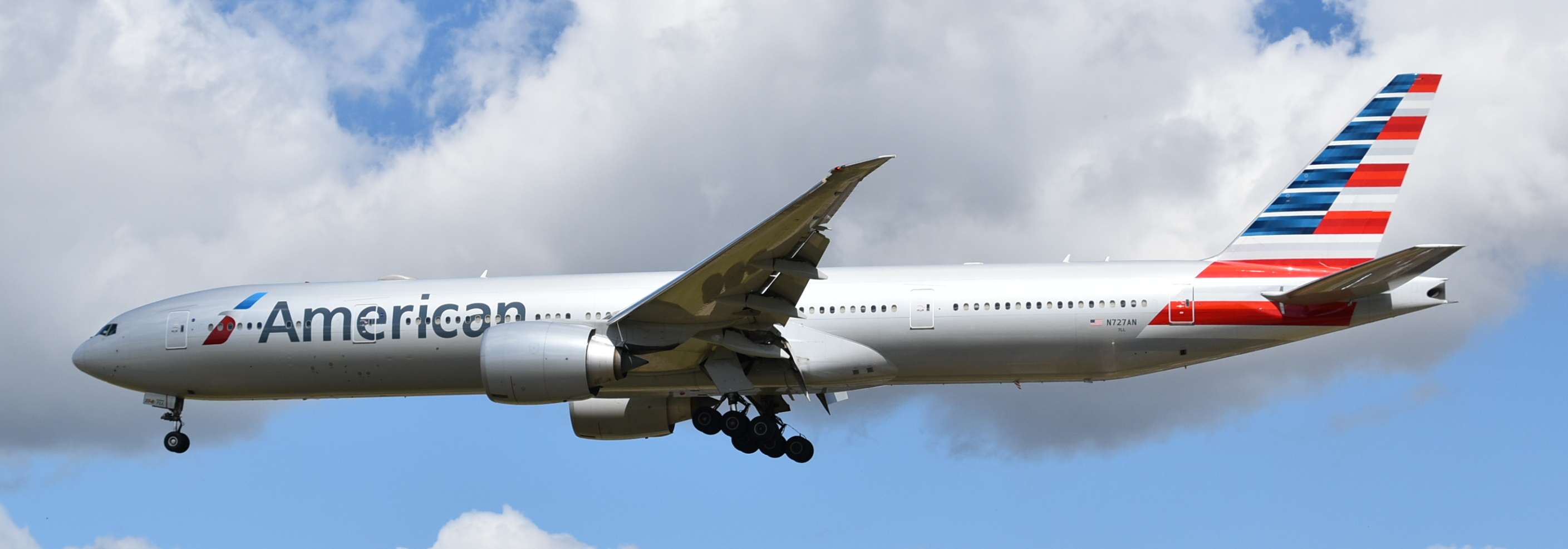
Přístávající Boeing 777-300ER American Airlines, 2016

American Airlines, Inc., zkráceně AA, často nazývaná také jen American je hlavní americká letecká společnost se sídlem v Texaském městě Fort Worth. Jedná se o největší leteckou společnost na světě z pohledu počtu letadel a příjmu, zároveň druhá největší s počtem obsluhovaných destinací (v roce 2016). AA jsou zakládajícím členem aliance leteckých společností Oneworld, která byla založena v roce 1999.
American Airlines byly založeny v roce 1930 pod názvem American Airways. V listopadu 2011 vyhlásila společnost bankrot. Společnost zahájila restrukturalizaci, v říjnu 2015 American Airlines odkoupily aerolinky US Airways a tyto společnosti se sloučily s American Airlines.

## Praha
Od 9. května 2018  tato společnost létala také do Prahy na letiště Václava Havla z americké Filadelfie. Spojení bylo provozováno po dobu letní sezóny denně. Obsluhoval ho Boeing 767-300ER. Po aerolinii Delta která létá sezónně do New Yorku šlo o druhou leteckou společností létající přímou linku z Prahy do USA. Od 7. května 2019 nasadila společnost na tuto linku kapacitně větší Airbus A330-200.
Další destinací, ze které měly American Airlines v plánu do Prahy létat, bylo Chicago. V letní sezóně měla tato linka létat pětkrát týdně od 8. května 2020 a na lince měl být nasazen typ Boeing 787-8. Kvůli vypuknutí pandemie koronaviru COVID-19 na začátku roku 2020 však z otevření této linky nakonec úplně sešlo.
Po pandemii koronaviru COVID-19, American Airlines obnovuje přímé spojení mezi Prahou a Filadelfií. Sezónní linka z/do uzlu Philadelphia (PHL) bude v provozu od 21. května do 5. října 2026 s denní frekvencí; nasazeno má být letadlo Boeing 787-8.

## Flotila

### Současná
Flotila American Airlines v květnu 2019 čítala 964 letounů průměrného stáří 11 let:
| Letadlo                 | Počet | Objednávky | Pasažéři | Pasažéři | Pasažéři | Pasažéři | Pasažéři | Pasažéři | Poznámky                                                                                       |
| Letadlo                 | Počet | Objednávky | F        | J        | W        | MCE      | Y        | Celkem   | Poznámky                                                                                       |
| ----------------------- | ----- | ---------- | -------- | -------- | -------- | -------- | -------- | -------- | ---------------------------------------------------------------------------------------------- |
| Airbus A319-100         | 129   | 5          | 8        | —        | —        | 24       | 96       | 128      |                                                                                                |
| Airbus A320-200         | 48    | —          | 12       | —        | —        | —        | 138      | 150      |                                                                                                |
| Airbus A321-200         | 219   | 22         | 16       | —        | —        | —        | 171      | 187      | Dodávky začnou v roce 2017 Nahradí domácí Boeing 757. Největší provozovatel typu A321 na světě |
| Airbus A321-200         | 219   | 22         | 16       | —        | —        | 32       | 133      | 181      | Dodávky začnou v roce 2017 Nahradí domácí Boeing 757. Největší provozovatel typu A321 na světě |
| Airbus A321-200         | 219   | 22         | 10       | 20       | —        | 36       | 36       | 102      | Dodávky začnou v roce 2017 Nahradí domácí Boeing 757. Největší provozovatel typu A321 na světě |
| Airbus A321neo          | 4     | 96         | ?        | ?        | ?        | ?        | ?        | ?        | Nahradí Boeingy 757-200 domácí konfigurace, Embraery E190 a MD-83.                             |
| Airbus A330-200         | 15    | —          | —        | 20       | —        | —        | 238      | 258      |                                                                                                |
| Airbus A330-300         | 9     | —          | —        | 28       | —        | —        | 263      | 291      |                                                                                                |
| Boeing 737-800          | 304   | —          | 16       | —        | —        | 30       | 114      | 160      |                                                                                                |
| Boeing 737 MAX 8        | 24    | 76         | ?        | ?        | ?        | ?        | ?        | ?        | Nahradí starší Boeingy 737-800.                                                                |
| Boeing 757-200          | 34    | —          | 12       | -        |          | 30       | 146      | 188      |                                                                                                |
| Boeing 757-200          | 34    | —          | —        | 16       | —        | 52       | 108      | 176      |                                                                                                |
| Boeing 767-300ER        | 21    | —          | —        | 30       | —        | 21       | 167      | 218      |                                                                                                |
| Boeing 767-300ER        | 21    | —          | —        | 28       | —        | 25       | 156      | 209      |                                                                                                |
| Boeing 777-200ER        | 47    | —          | 16       | 37       | —        | —        | 194      | 247      |                                                                                                |
| Boeing 777-200ER        | 47    | —          | —        | 45       | —        | 45       | 170      | 260      |                                                                                                |
| Boeing 777-200ER        | 47    | —          | —        | 37       | —        | 48       | 204      | 289      |                                                                                                |
| Boeing 777-300ER        | 20    | —          | 8        | 52       | —        | 30       | 220      | 310      | První operátor Boeingu 777-300ER v USA                                                         |
| Boeing 787-8            | 20    | 22         | —        | 28       | —        | 57       | 141      | 226      |                                                                                                |
| Boeing 787-9            | 22    | 25         | —        | 30       | 21       | 27       | 207      | 285      | Dodávky začaly v roce 2016                                                                     |
| Embraer E190            | 20    | —          | 11       | —        | —        | —        | 88       | 99       | Tento typ bude vyřazen do roku 2019                                                            |
| McDonnell Douglas MD-82 | 1     | —          | 16       | —        | —        | 30       | 94       | 140      | Tento typ bude do roku 2018 nahrazen typy B737 a A320                                          |
| McDonnell Douglas MD-83 | 27    | —          | 16       | —        | —        | 30       | 94       | 140      | Tento typ bude do roku 2018 nahrazen typy B737 a A320                                          |
| Celkem                  | 964   | 224        |          |          |          |          |          |          |                                                                                                |